# インドウシガエル
インドウシガエル（学名：Hoplobatrachus tigerinus）は無尾目ヌマガエル科に属する大型のカエル。南アジア、インド、バングラディッシュ、ミャンマー、パキスタンに分布。

## 形態
体長は約15cm、凛々しい顔つきが特徴。普段の体色はオリーブグリーンだが、6〜7月頃のモンスーンになるとオスは繁殖へ向けて、鳴のうは青くなり、体色は黄色くなる。アピールする為、変身すると考えられる。メスは普通の色。

## 生態
インド周辺でよく見られており、食性は動物食で昆虫、両生類、爬虫類、哺乳類を食べており、夜行性で、主に水辺で待ち伏せをして獲物を捕らえる。6〜7月になるとオスはたくさん水溜りに集まりメスをめぐる。

## 人間との関係
地元では食用として利用される。